# 박막 트랜지스터
박막 트랜지스터(薄膜-, Thin Film Transistor, TFT, 문화어: 박막3극속자액정현시장치, 얇은막3극소자표시장치)는 전계효과 트랜지스터(Field Effect Transistor, FET)의 한 종류로 박막(Thin Film)의 형태로 되어 있다. 기본적으로 삼 단자 소자(백 게이트(B)가 존재하지 않음)로 되어 있다. 주로 액정 디스플레이에 응용되고 있다. 반도체 활성층으로 CdSe를 사용한 TFT는 고체 촬상 소자용 1949년에 발표되었으며, 1973년에 액정 디스플레이(LCD)를 구동하는 예가 발표되었다. 반도체에서 Si를 이용하는 것은 아모퍼스막과 다결정막이 있으며, 아모퍼스막은 1979년에 영국 댄디대학에서 개발되었고 이후에는 일본을 중심으로 액정 디스플레이 용도로 활발하게 연구 개발이 진행되었다. 아모퍼스 Si와 다결정 Si의 TFT는 컬러 TFT-LCD에서 넓게 응용되게 되었다. 특징을 한번 알아보자.

## 특징에 의한 분류
게이트 단자의 배치 위치에 의하여 크게 4가지 종류 형태가 있으며 스태거드(staggered)형, 인버티드 스태거드(inverted staggered)형, 코우플레이너(coplanar)형, 인버티드 코우플레이너(inverted coplanar)형으로 불린다.
인버티드형은 게이트 단자가 서브 스트레이트 부분에 붙어 있고, 스태거드형은 채널층과 어긋난 축으로 드레인 및 소스 단자가 추가되어 있으며, 코우플레이너형은 채널층 옆에 직접 붙일 수 있는 형태로 드레인 및 소스 단자를 붙일 수 있는 특징이 있다.
일반적인 MOS와 다르게 반전층(inversion layer)을 형성하지 않고 축적층(accumulation layer)을 형성하여 컨덕턴스를 구성하므로, n형의 캐리어는 전자 p형의 캐리어는 홀이라는 것도 특징이다. 아래의 소자 구성을 보면 분명하게 알 수 있듯이 일반적인 MOS 구조에서 볼 수 없는 채널층이 더해져 있다.
박막 트랜지스터의 박막이라는 용어는 트랜지스터를 구성하는 반도체층이나 게이트 절연막, 전극, 보호 절연막들이 진공 증착이나 스퍼터링, 플라즈마를 이용한 화학 증착법(플라즈마 CVD)으로 유리나 석영같은 기판위에 얇은 막을 형성하여서 유래되었다. 그리고 기판으로 플라스틱을 사용하는 연구 개발도 하고 있다.
반전층을 형성하지 않기 때문에 스레시홀드(문턱 전압)의 의미가 MOS와 다르며, (MOS에서는 스레시홀드 전압은 강반전층을 형성하기 시작하는 게이트-소스 전압을 가리키지만 박막 트랜지스터에서는 반전층 형성 자체가 존재하지 않음) 기본적인 공식이나 개념은 MOS와 동일해서 그대로 개념을 응용할 수 있다. (다만 백 게이트 단자가 존재하지 않기 때문에 기판 바이어스 효과에 의한 문턱 전압의 변경을 할 수 없음)

## 종류와 특징

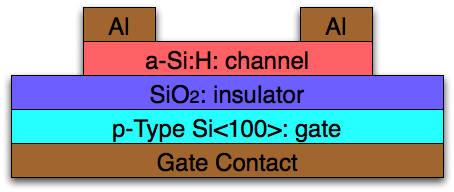
절연층에 SiO2를 이용한 박막 트랜지스터 (인버티드 스태거드형)

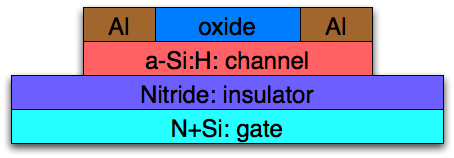
절연층에 질화막을 이용한 박막 트랜지스터 (인버티드 스태거드형)

현재 채널층에서 널리 사용되고 있는 것은 수소화 아모퍼스 실리콘(a-Si:H: hydrogenated amorphous silicon)이지만 스레시홀드 전압이 시간, 게이트 전압, 온도에 의해서 불안정하게 변하는 문제가 있다.
이것은 퇴적된 전자에 따른 영향으로 3가지로 구분한다.
1. 밴드 갭 내부에 존재하는 준안정 상태(metastable state): 기본적으로 게이트 인가 전압이 낮은 경우 주된 요인
2. 절연층 내부: 전압이 낮은 경우
3. 경계 상태(interface state): 일반적으로 무시한다.

일부 제조사에서는 일정시간 전압과 가열을 해서 게이트 인가 전압에 의하여 여기되어서(기존값으로 복귀돼서) 불안정한 valence band connection를 dangling bond (defect)으로 안정되는 대책을 세우고 있다.
그 밖에 유기물이나 무기물 소재를 이용한 박막 트랜지스터나 투명박막 트랜지스터(Transparent Thin Film Transistor)의 연구도 활발하게 진행되고 있다.

## 같이 보기
- 유기 전계효과 트랜지스터